# Gelves
Gelves ist eine Stadt in der Provinz Sevilla in Spanien mit 10.473 Einwohnern (Stand: 2024). Sie ist Teil der Comarca Metropolitana de Sevilla in Andalusien. Die Gemeinde befindet sich am westlichen Ufer des Río Guadalquivir und liegt in der Umgebung des Nationalpark Coto de Doñana.

## Geografie
Gelves liegt im Ballungsraum der Regionalhauptstadt Sevilla, ist aber eine eigenständige Gemeinde und grenzt im Norden an San Juan de Aznalfarache, im Westen an Mairena del Aljarafe und im Südwesten an Palomares, die ebenfalls zum Ballungsraum gehören. Außerdem grenzt Gelves im Südwesten an die Gemeinde Dos Hermanas. Auf der anderen Seite des Flusses liegt Gelves gegenüber den Stadtteilen Los Remedios auf der Isla de La Cartuja von Sevilla.

## Geschichte
Zur Zeit von Al-Andalus hieß der Ort Gel-bal. Er wurde 1274 durch den Orden des heiligen Jakob vom Schwert erobert. Der Ort leistete später bedeutende wirtschaftliche Beiträge zur christlichen Eroberung Granadas und sogar zur Entdeckung Amerikas.

## Persönlichkeiten
- José Gómez Ortega (1895–1920), Stierkämpfer